# Fiona M. Watt

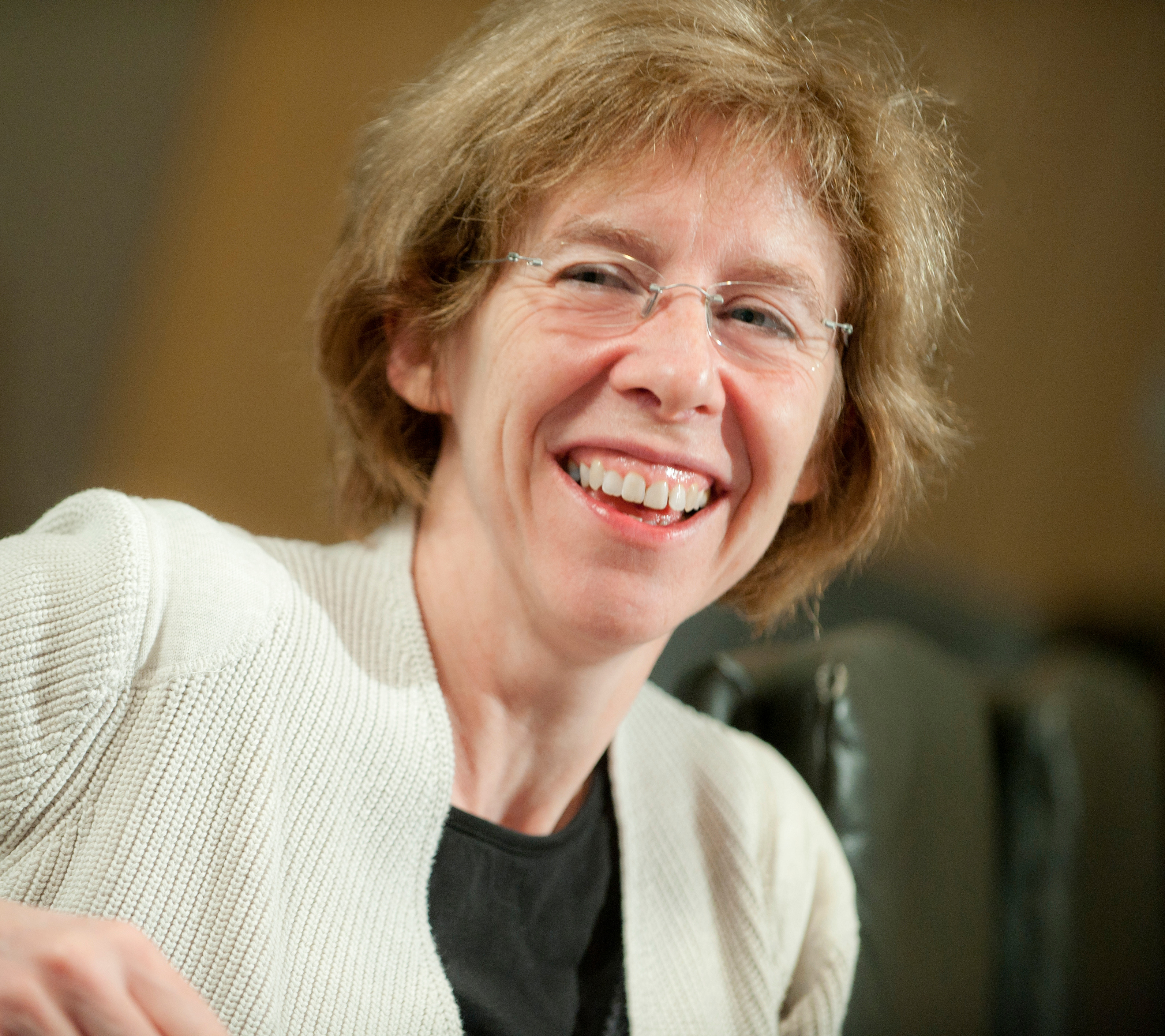
Fiona M. Watt

Fiona Mary Watt (gelegentlich fälschlich Fiona Margaret Watt; * 28. März 1956 in Edinburgh) ist eine britische Zellbiologin und Direktorin des Centre for Stem Cells and Regenerative Medicine am King’s College London. Sie war Vorstandsvorsitzende (executive chair) des britischen Medical Research Council. Am 13. Juli 2021 wurde sie zur neuen Direktorin der European Molecular Biology Organization (EMBO) ernannt.

## Wissenschaftliches Werk
Watt befasst sich mit der Rolle von Stammzellen in adultem Gewebe – insbesondere der Haut – bei Gewebewiederherstellung und bei der Krebsentstehung. Ihre Arbeiten haben Bedeutung für das Verständnis verschiedener Hauterkrankungen, wie Psoriasis, chronischen Wunden, Basaliom und Spindelzellkarzinom. Weitere Arbeiten in Kooperation mit Chemikern und Bioingenieuren befassen sich mit den optimalen Bedingungen für die Anzucht neuer Haut in Zellkultur. Außerdem veröffentlicht Watt zu den Leistungen weiblicher Wissenschaftler und ihren Erfahrungen im vorurteilsgeprägten Wissenschaftsbetrieb.

## Leben
Watt erwarb 1976 an der University of Cambridge einen Bachelor in Naturwissenschaften und 1979 ebenda einen Master sowie an der University of Oxford einen Ph.D. Sie arbeitete als Postdoktorandin bei Howard Green am Massachusetts Institute of Technology. Ihre erste eigene Forschungsgruppe hatte sie ab 1981 am Kennedy Institute of Rheumatology in London, ab 1986 arbeitete sie am London Research Institute (früher Imperial Cancer Research Fund).
Von 2006 bis 2012 war Fiona Watt stellvertretende Direktorin des Cancer Research UK Cambridge Research Institute und des Wellcome Trust Centre for Stem Cell Research an der University of Cambridge. Seit 2012 ist sie am King’s College London. Hier ist sie freigestellt, solange sie am Medical Research Council leitend tätig ist.
2003 wurde Watt in die Royal Society gewählt, 2008 in die American Academy of Arts and Sciences, 2009 in die Academia Europaea und 2019 in die National Academy of Sciences. Sie ist Mitglied in mehreren Beiräten, darunter das European Molecular Biology Laboratory (EMBL) Scientific Advisory Committee (SAC) und das Howard Hughes Medical Institute Medical Advisory Board.
Von 1999 bis 2016 war Watt Präsidentin der British Society for Cell Biology, 2008/2009 Präsidentin der International Society of Stem Cell Research. 2008 erhielt sie den Women in Cell Biology Award der American Society for Cell Biology, 2012 einen Wolfson Research Merit Award, 2016 den FEBS/EMBO Women in Science Award.
Watt ist seit 1979 mit dem Biologen James Cuthbert Smith verheiratet. Das Paar hat drei Kinder.